# Fabio Trentin
Fabio Trentin (* 5. Oktober 1958 in Padua; † 15. April 2024 in Cortina d’Ampezzo) war ein italienischer Architekt und zuvor Rugbyspieler.
Fabio Trentin war in den 1980er Jahren für Petrarca Rugby, einen 1947 gegründeten Rugbyverein in Padua, aktiv. 1980 und 1984 gewann er mit der Mannschaft den italienischen Meistertitel. In der Nationalmannschaft erlebte er die Zeit des Wechsels von Ennio Ponzi aus L’Aquila und dem Rovigo-Star Stefano Bettarello, der wie er 1979 sein Debüt als Azzurro Nr. 354 in der Nationalmannschaft gab. Trentin debütierte in Makarska gegen Marokko unter der Leitung von Pierre Villepreux, der ihn anlässlich der Mittelmeerspiele in Split vorgestellt hatte. Ebenfalls 1979 kam er in drei weiteren Spielen gegen Frankreich, Polen und die Sowjetunion zum Einsatz. Dabei erzielte er 17 Punkte, von denen neun beim Sieg gegen die polnische Mannschaft in Sochaczew im Europapokal entscheidend waren. Seinen letzten Einsatz hatte er am 12. April 1981 in Brăila, ebenfalls im Europapokal, als Italien mit 35:9 von Rumänien gestoppt wurde. Zwischen 1979 und 1981 hatte Trentin fünf Mal das Nationalmannschaftstrikot Italiens getragen.
Nach Beendigung seiner Spielerkarriere graduierte er 1983 in Architektur an der Università Iuav di Venezia. Ab 1985 betrieb er ein eigenes Architekturbüro in Mailand. Trentin hat zahlreiche Objekte in ganz Italien entworfen, von Privathäusern bis zu Geschäften, Lofts in den exklusivsten Vierteln von Mailand und Villen auf Sardinien.
Trentin starb nach langer Krankheit am 15. April 2014 im Alter von 65 Jahren im Krankenhaus von Cortina d’Ampezzo. Zum Gedenken an den Azzurro Nr. 354 wurde am 20. April 2024 in Parma anlässlich des Spiels Italien gegen Schottland im Rahmen der Guinness Women’s Six Nations, die am Wochenende auf allen Plätzen Italiens der Federazione Italiana Rugby abgehalten werden, eine Schweigeminute eingelegt.